# 天際100

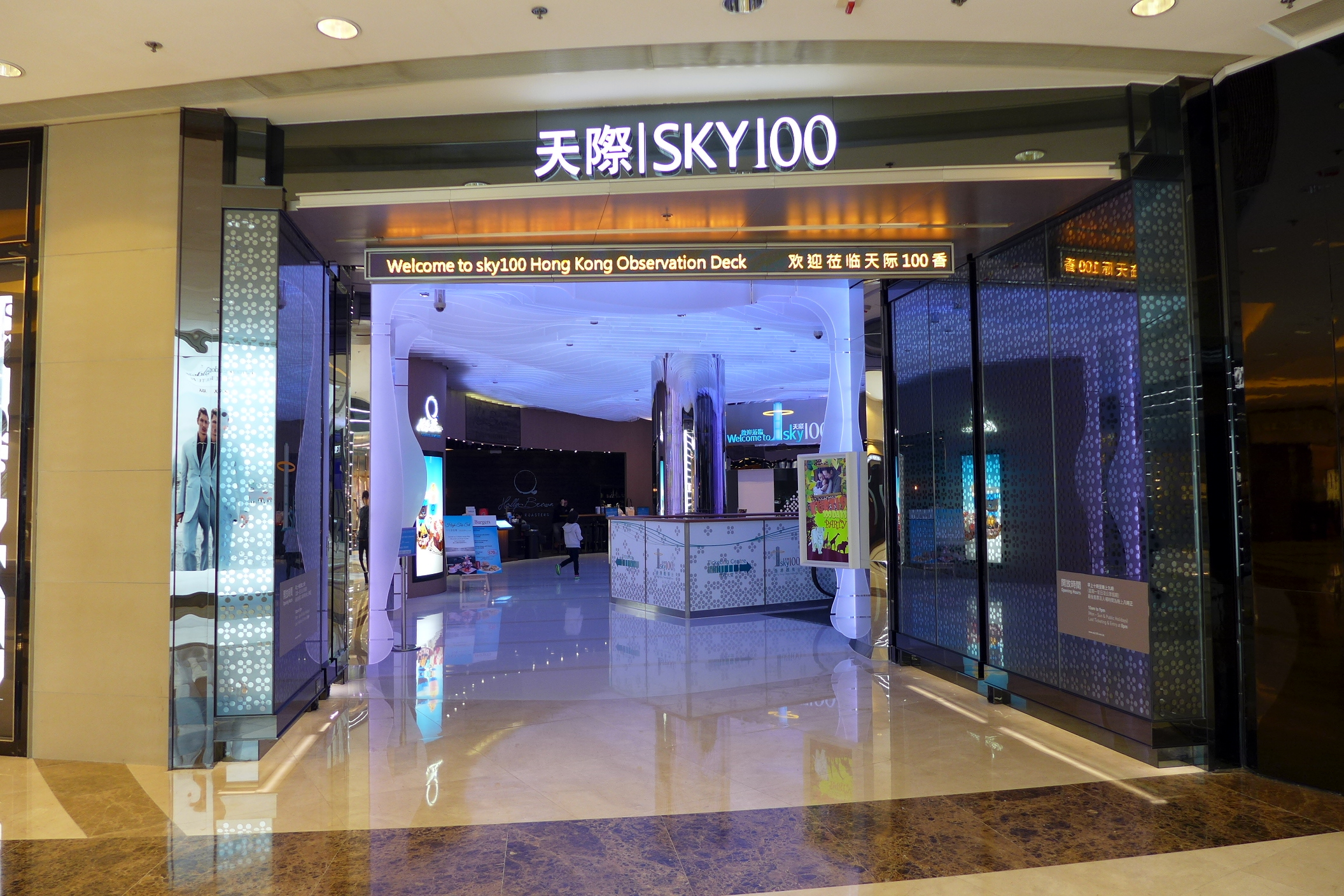
觀景台入口

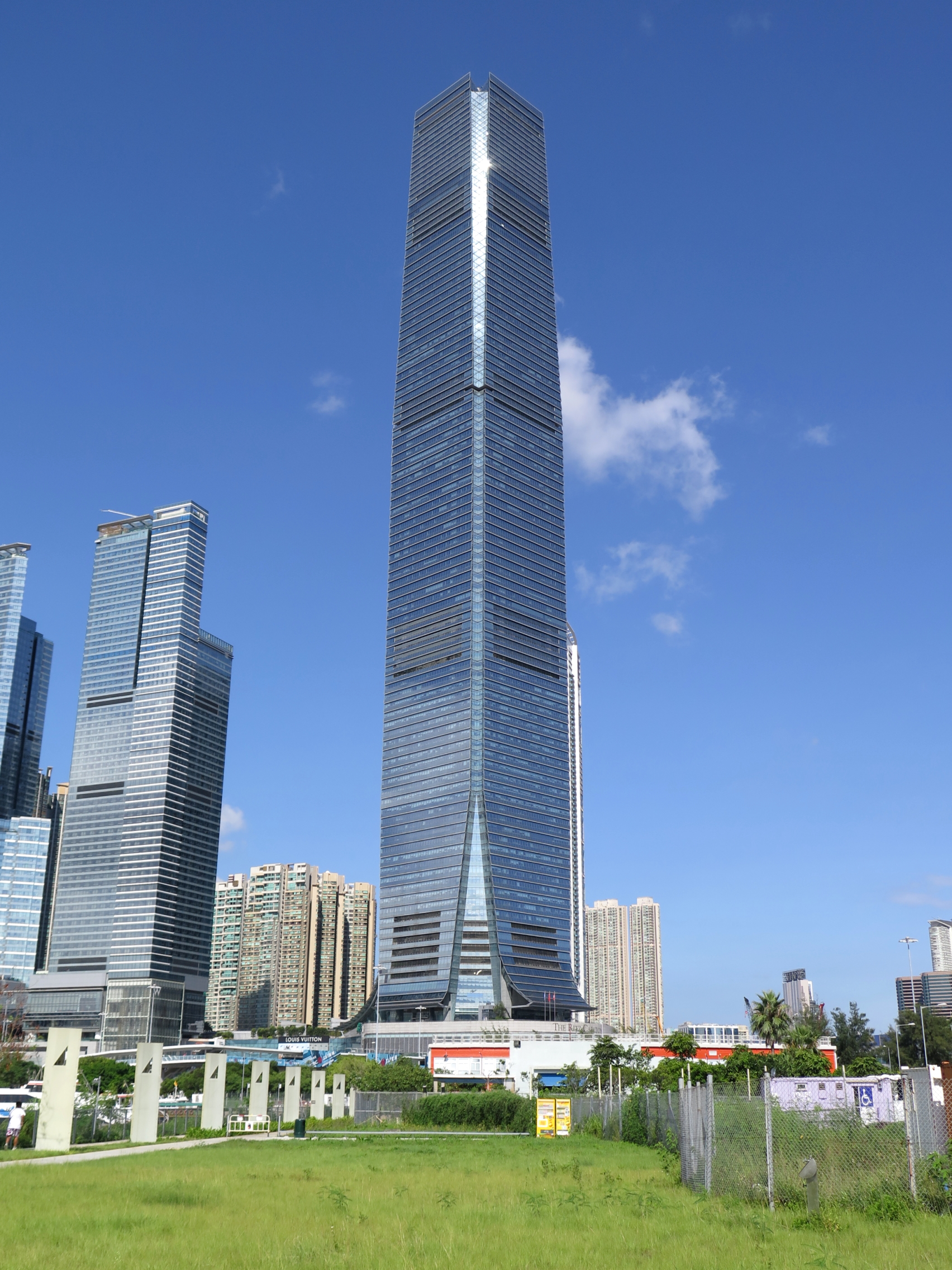
環球貿易廣場

天際100香港觀景台（英文：sky100 Hong Kong Observation Deck），為香港位處最高點的室內觀景台，也是九龍區最高觀景台，位於西九龍柯士甸道西1號環球貿易廣場的100樓（實際為87樓），面積約30,000平方呎845坪，訪客可以在海拔393米高的觀景位置環視景色，最遠可以眺望澳門。觀景台設有多媒體設備，並不時舉辦專題展覽，讓訪客了解香港的發展及風土人情。天際100由新鴻基地產斥資逾1億港元建造，於2011年4月17日起對外開放。

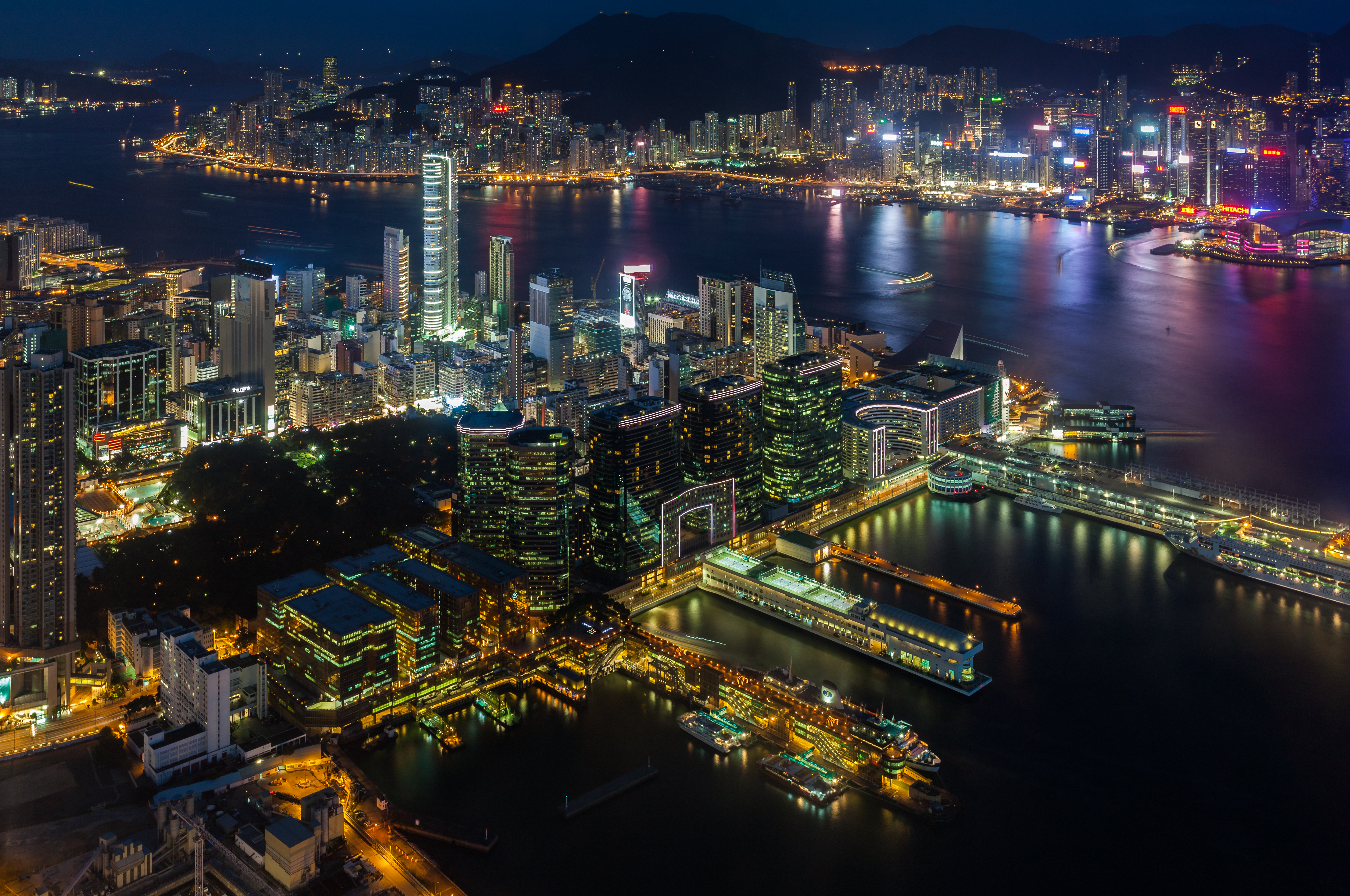
從天際100觀看維多利亞港(夜景)
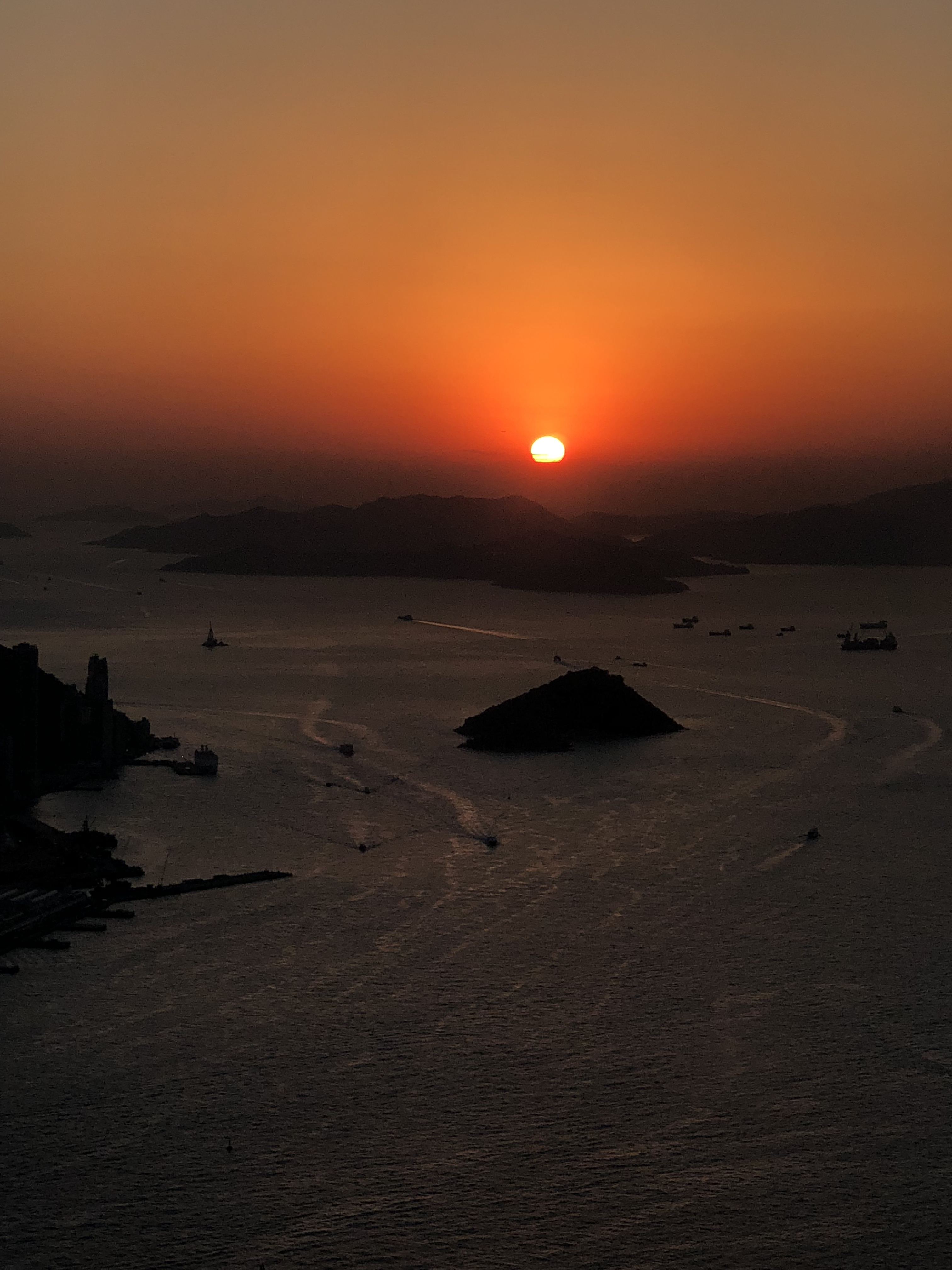
從天際100的日落景
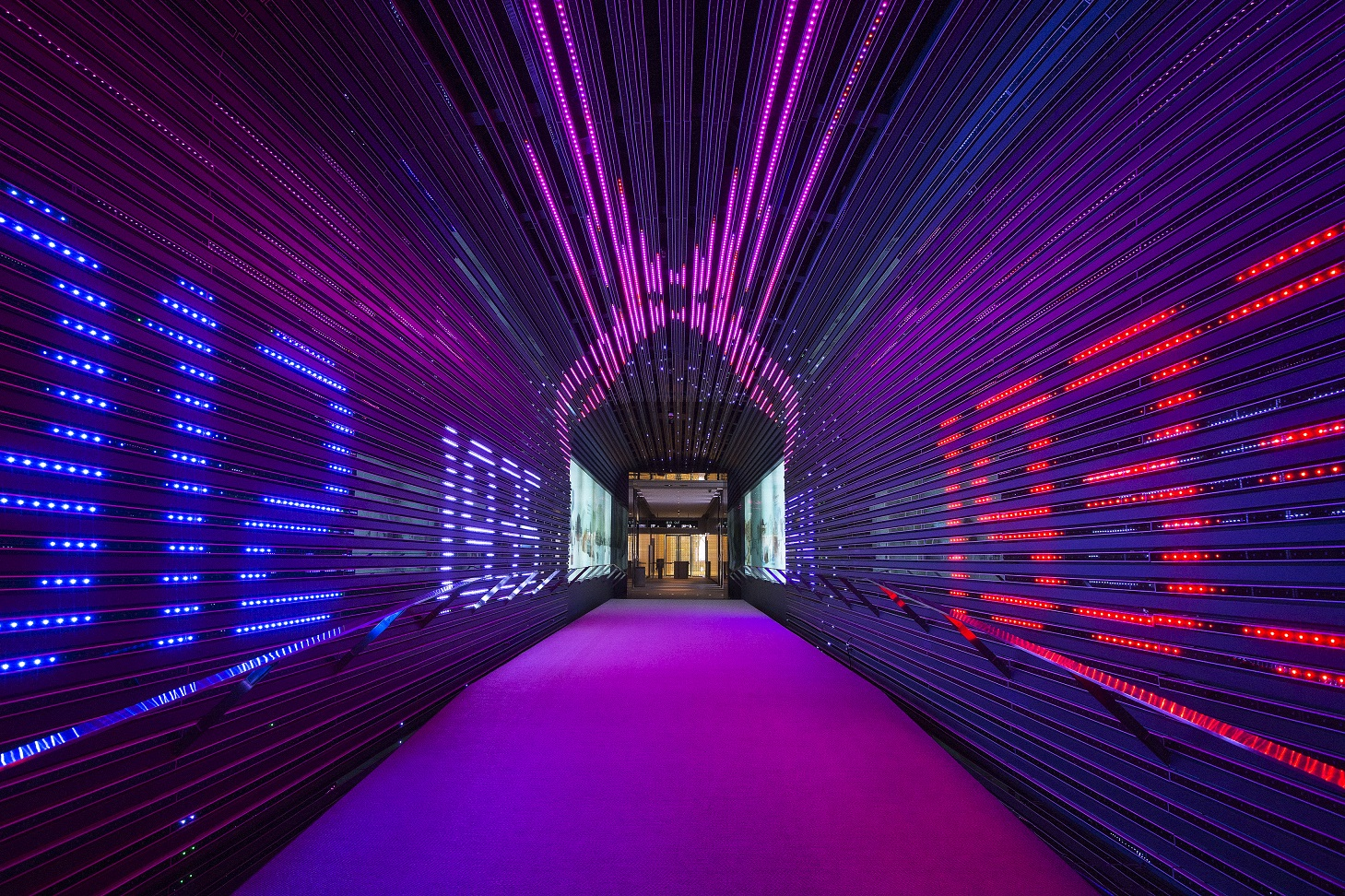
時光隧道
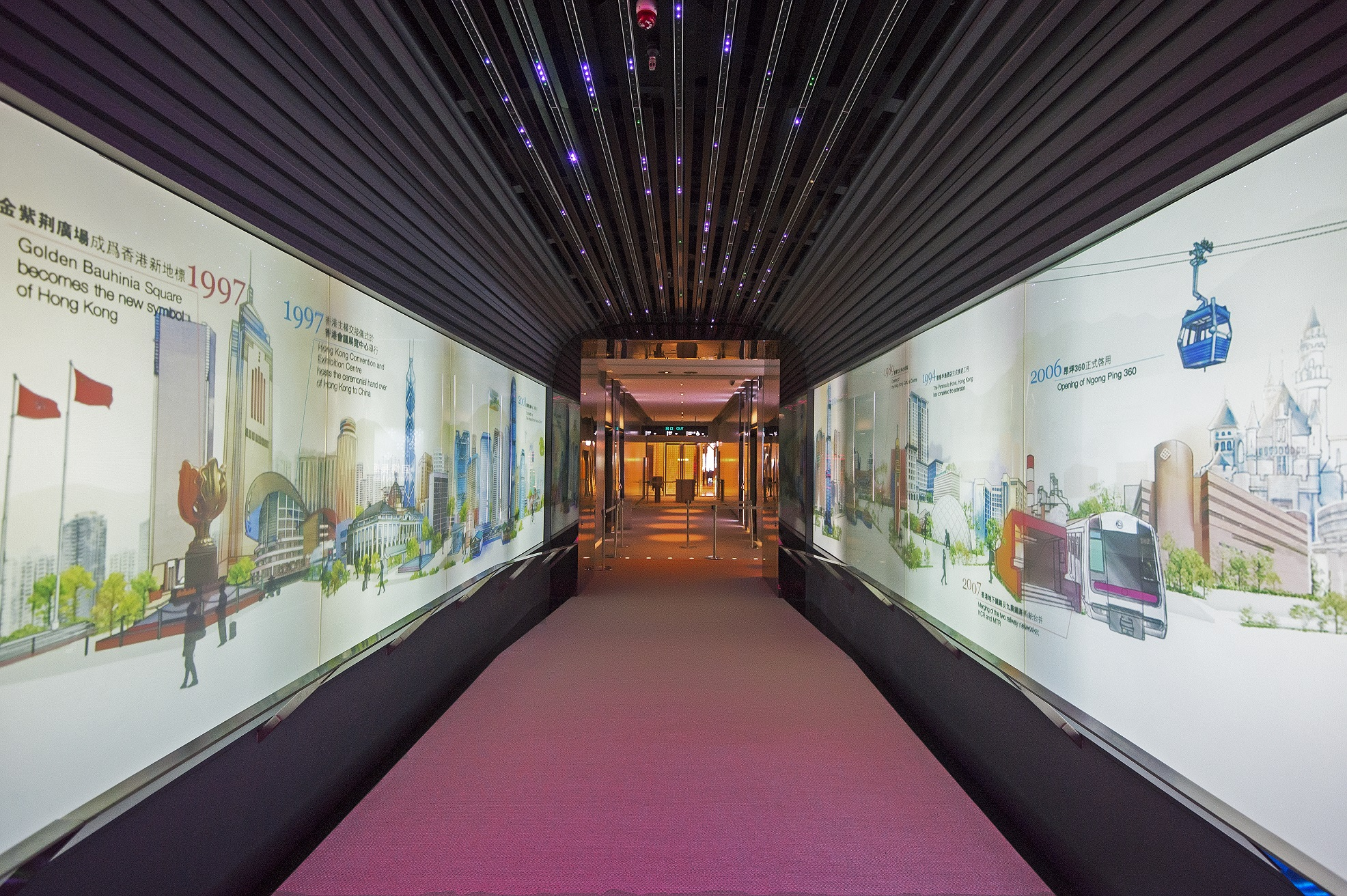
回憶長廊 - 時光隧道
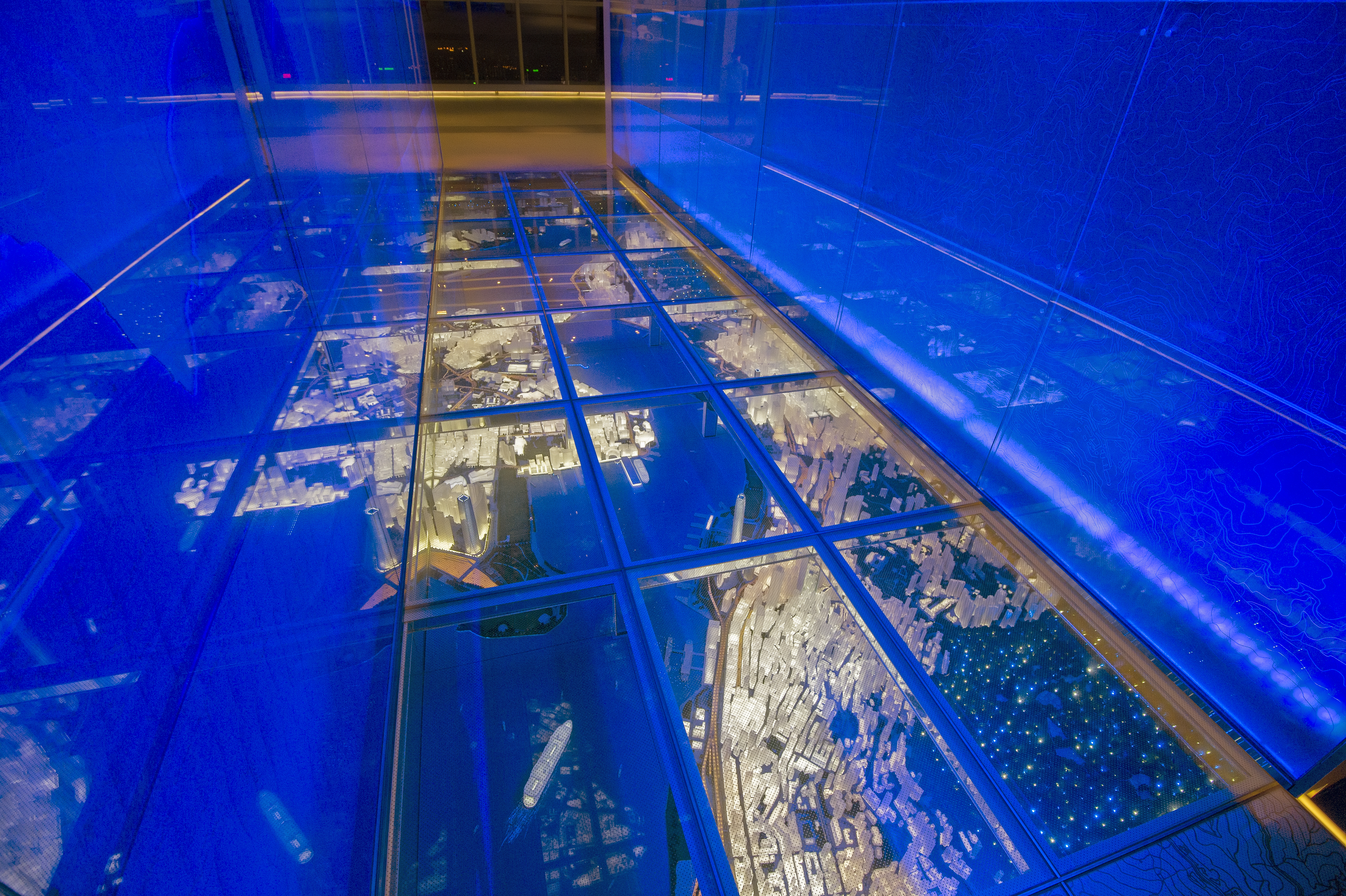
透明玻璃通道
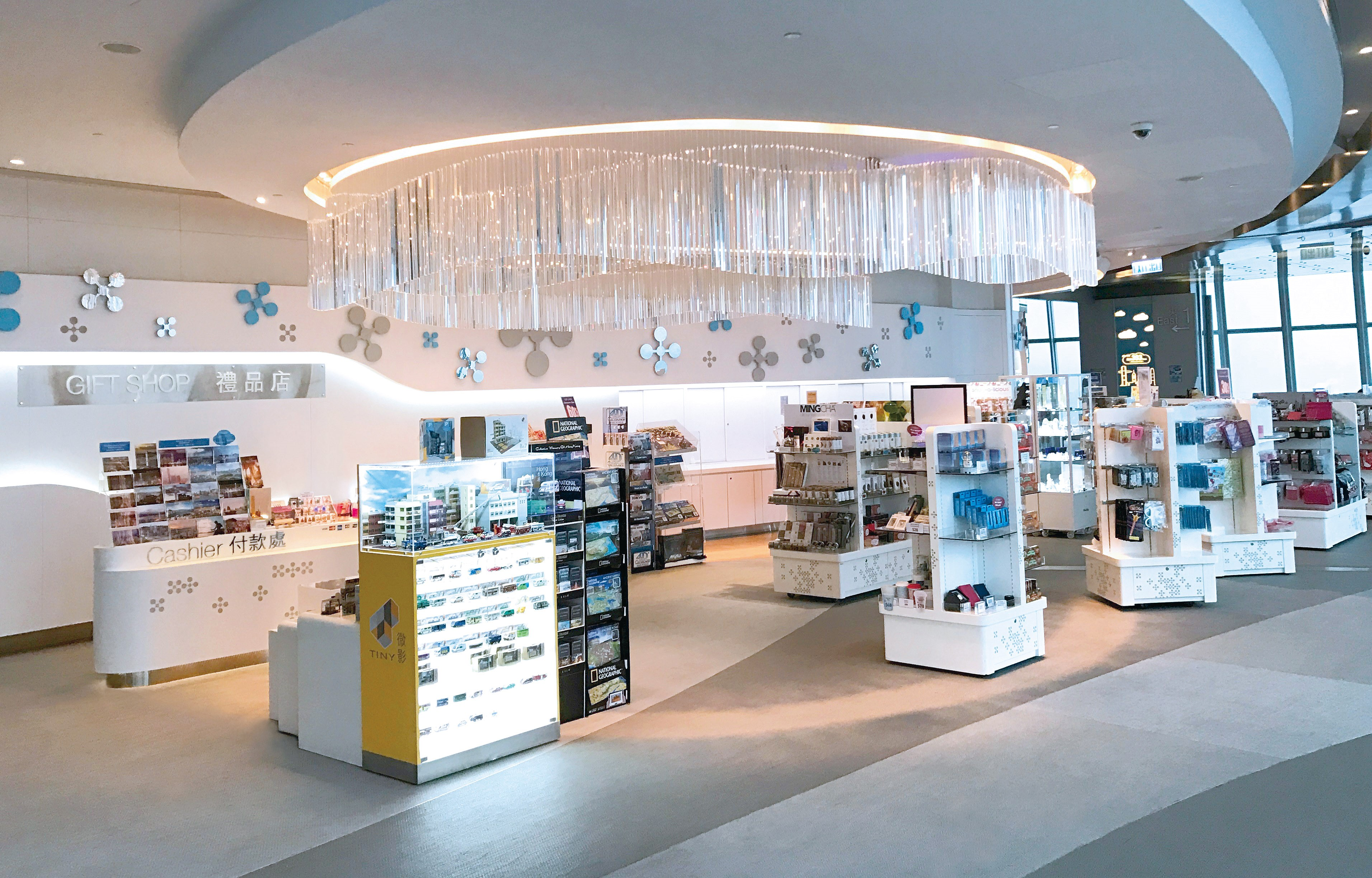
紀念品店

## 命名
環球貿易廣場觀景台為募集世界各地人士的創作意念，於2010年初舉辦了「環球貿易廣場觀景台命名比賽」，最後挑選了「天際100」及「sky100」為環球貿易廣場觀景台的中英文名稱。評審團成員之一的新鴻基地產副主席兼董事總經理郭炳聯指「天際100」及「sky100」兩個名稱簡而有力地帶出了在一百層高的觀景台居高臨下俯瞰香港景色的磅礡氣勢和優越感覺。

## 設施
票務中心設於環球貿易廣場1樓，2樓設有立體投射展覽，展示出香港的發展及生活與風土人情，同時，觀景台設有訪客中心，為遊客提供一站式旅遊資訊服務。只需60秒即可以從2樓直達100樓的天際100。觀景台設有需要另行收費的望遠鏡，讓遊人進一步了解香港地標建築及觀景台附近的環境。

## 門票價格
天際100香港觀景台的入場費如下：
| 收費                                                                                  | 即場購票價 | 網上訂票價 |
| ------------------------------------------------------------------------------------- | ---------- | ---------- |
| 成人                                                                                  | HK$198     | HK$178     |
| 小童（4至12歲）                                                                       | HK$128     | HK$115     |
| 長者（65歲或以上）                                                                    | HK$128     | HK$115     |
| 關愛共融標準門票 （出示有效「香港身份證」及其「殘疾人士登記證」之人士）               | HK$60      | 不適用     |
| 「傷健同行套票」 （出示有效「香港身份證」及其「殘疾人士登記證」之人士及其一名同行者） | HK$120     | 不適用     |
| 幼童（3歲以下）                                                                       | 免費       | 免費       |

## 設備

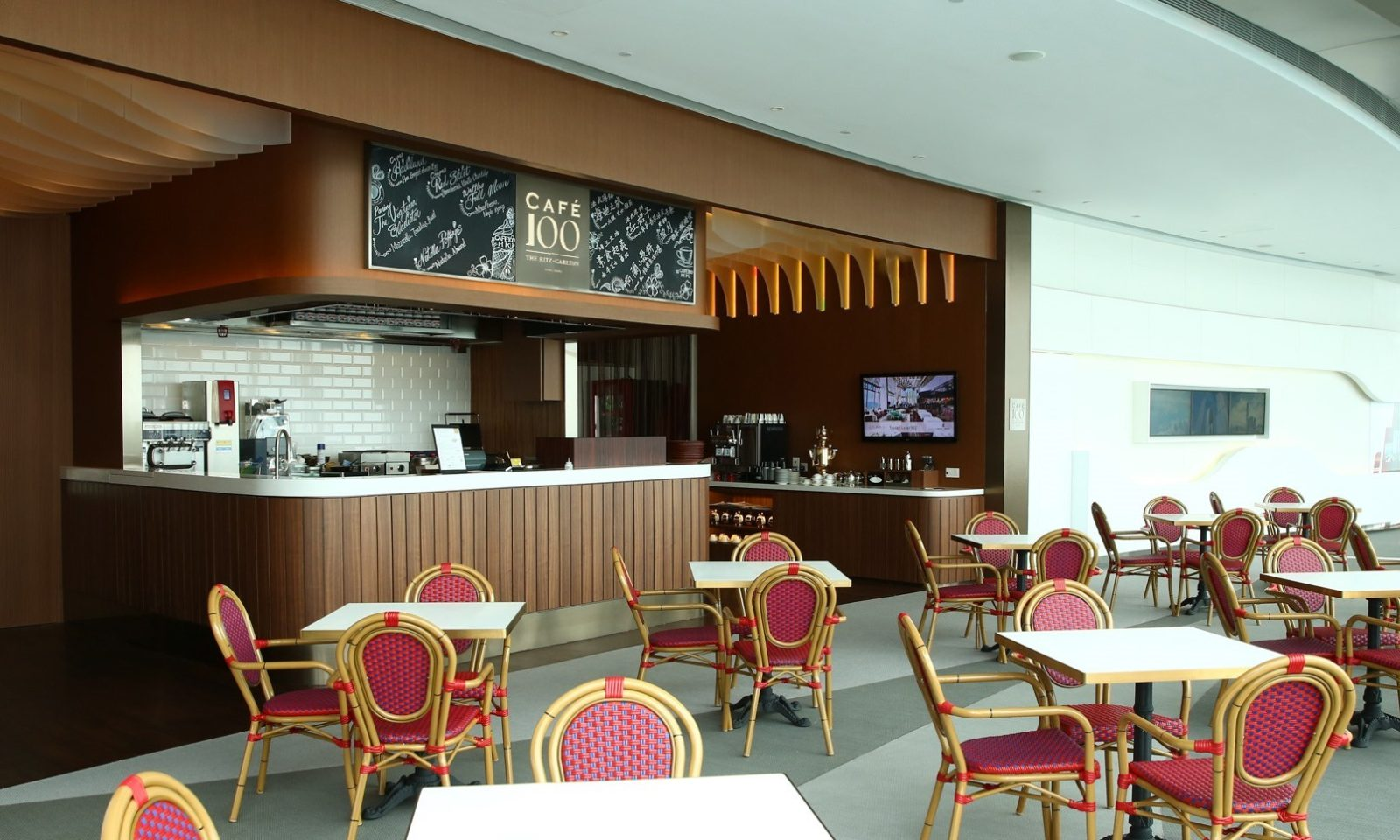
Cafe100

### Cafe100 by The Ritz-Carlton, Hong Kong
坐落於sky100的西面，Cafe100的概念源自法國露天咖啡店休閒舒適的氛圍。來自世界各地的旅客能一邊享受着Cafe100所製作的美食，例如法式鹹/甜薄餅、窩夫、意大利烤餅、荷蘭小鬆餅等等，一邊欣賞着歹陽在西方一望無際的海岸線中落下。

### 360 VR 體驗
讓訪客透過嶄新之VR創意技術在393米高凌空欣賞維港兩岸日與夜的特色景致，日景版本可體驗獨有美景感受颱風來襲、穿越雲海和日落變化的不同體驗與資訊，夜景版本可體驗月亮高掛、享譽全球的維港璀璨夜色。一感受撲面而來的震撼煙花與燈光表演。VR服務時間為每日早上11時至晚上8時。

### sky100 AR Photos
使用天際100程式網站版 ，利用「AR趣味相片」功能，訪客能親身體驗虛擬效果，使他們彷彿在維港上空翱翔；又或者與全港最高大廈環球貿易廣場並排或捧於手心中合照。

### SmarTone "5G LAB"
「5G科技館」設立多個展區，佔地約5000平方呎。由智慧家居、人工智能 (AI) 識別技術、工業安全裝置，到超流暢網課等5G應用應有盡有，更設多個拍照「打卡位」及刺激好玩的5G體驗！無論大人或想小朋友學習5G小知識，享受家庭親子樂；科技愛好者探索各項創新科技；或尋找週末消閒娛樂的你，這裡絕對是必去景點！立即相約多方好友，親臨體驗最新5G科技應用，提升生活智慧！

### 照相館
為了紀念在天際100的片段，訪客能到禮品店旁邊的照相館與各式各樣的有趣背景拍照，並把這些寶貴的回憶帶回家珍藏。

### 免費無線上網和手機充電服務
天際100為訪客提供免費無線上網和手機充電服務，讓訪客隨時上傳他們所拍攝的照片到社交媒體，與家人和世界各地的朋友分享。

## 節慶活動

### 煙花匯演
訪客能在以下的節慶日子於天際100觀賞煙花匯演:
- 除夕倒數煙火匯演
- 新春賀歲煙花匯演
- 香港特別行政區成立周年紀念煙花匯演
- 國慶煙花匯演

## 認可
天際100於2014年起連續7年獲得貓途鷹（TripAdvisor）「年度卓越獎」。

## 開放時間
以下為天際100香港觀景台開放時間:
每日 10:00 – 20:30（最後入場時間: 20:00）

## 天際100手機應用程式
天際100應用程式能讓訪客隨時隨地體驗香港美麗的天際線和於天際100最近期拍攝的景觀縮時影片。訪客更可與趣味無窮充滿香港特色的相框拍攝照片，或透過擴增實境的功能與全港最高大廈環球貿易廣場並肩拍照或模擬於維多利亞港上空翱翔。

## 媒體報導
天際100被有線電視新聞網（CNN） 輯錄於「17 beautiful reasons to visit Hong Kong in 2017」之中。

## 外部連結
- 天際100 - 香港遊（页面存档备份，存于）：內含觀景台上所見的360度景色照片
- 天際100官方網站（页面存档备份，存于）
- 【SKY100】九龍地標圓方 走上天際賞香港美景︱kennechu.info （页面存档备份，存于）